# Messier-Kanal
Der Messier-Kanal (spanisch Canal Messier) ist eine Meerenge im Süden Chiles zwischen der Insel Wellington und dem Festland. Sie wurde nach Charles Messier benannt. Im Süden geht die Meerenge in die nur 180 Meter breite Angostura Inglesa (English Narrows) über.

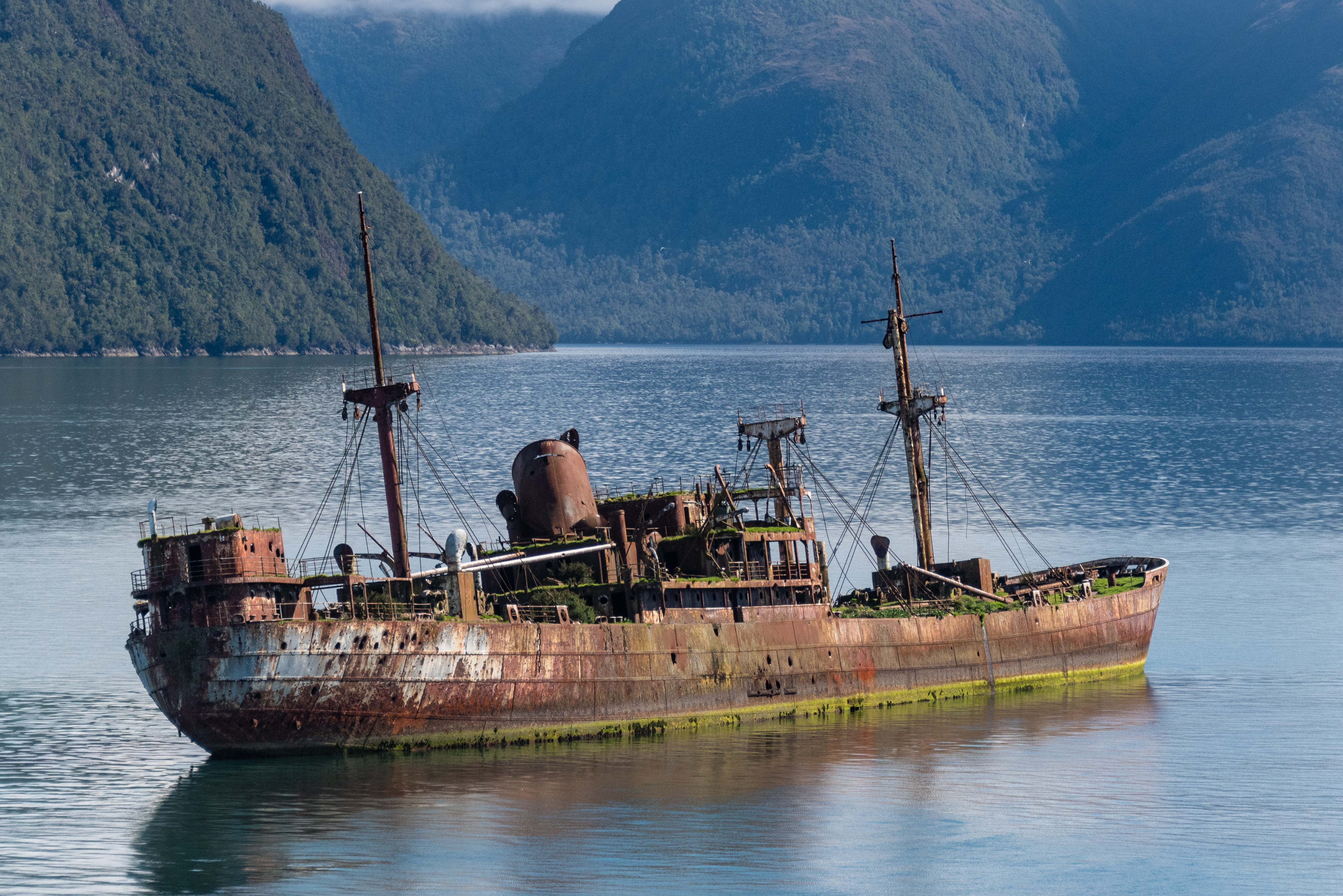
Wrack der Capitán Leonidas (1937–1968) im Messier-Kanal auf Position 48°45’45” S 74°27’30” W nördlich von Puerto Edén

Der Kanal ist einer der wichtigsten Meeresstraßen Patagoniens. Er befindet sich in der Provinz Capitán Prat der XI. Region Aysén und wurde bereits vor 6000 Jahren bis zum 20. Jahrhundert vom inzwischen ausgelöschten Stamm der Kawesqar befahren, die sich an seinen Küsten niedergelassen hatten.